# Sokółka
Sokółka – miasto w Polsce, w województwie podlaskim, siedziba powiatu sokólskiego i gminy miejsko-wiejskiej Sokółka.
Prawa miejskie nadane zostały Sokółce w roku 1609. Miasto królewskie ekonomii grodzieńskiej położone było w końcu XVIII wieku w powiecie grodzieńskim województwa trockiego I Rzeczypospolitej. W latach 1975–1998 miasto administracyjnie należało do województwa białostockiego.

## Położenie
Miasto położone jest na obszarze Wzgórz Sokólskich, w północnej części Niziny Podlaskiej, u źródeł rzeki Sokołdy, na Grodzieńszczyźnie.
Przez miasto przebiegają międzynarodowa trasa drogowa droga krajowa nr 19 oraz kolejowa Warszawa – Grodno i dalej w kierunkach na Wilno, Rygę, Sankt-Petersburg, Mińsk i Moskwę. Sokółka oddalona jest o 16 km od polsko-białoruskiego przejścia granicznego w Kuźnicy Białostockiej.

## Historia

### Początki miasta

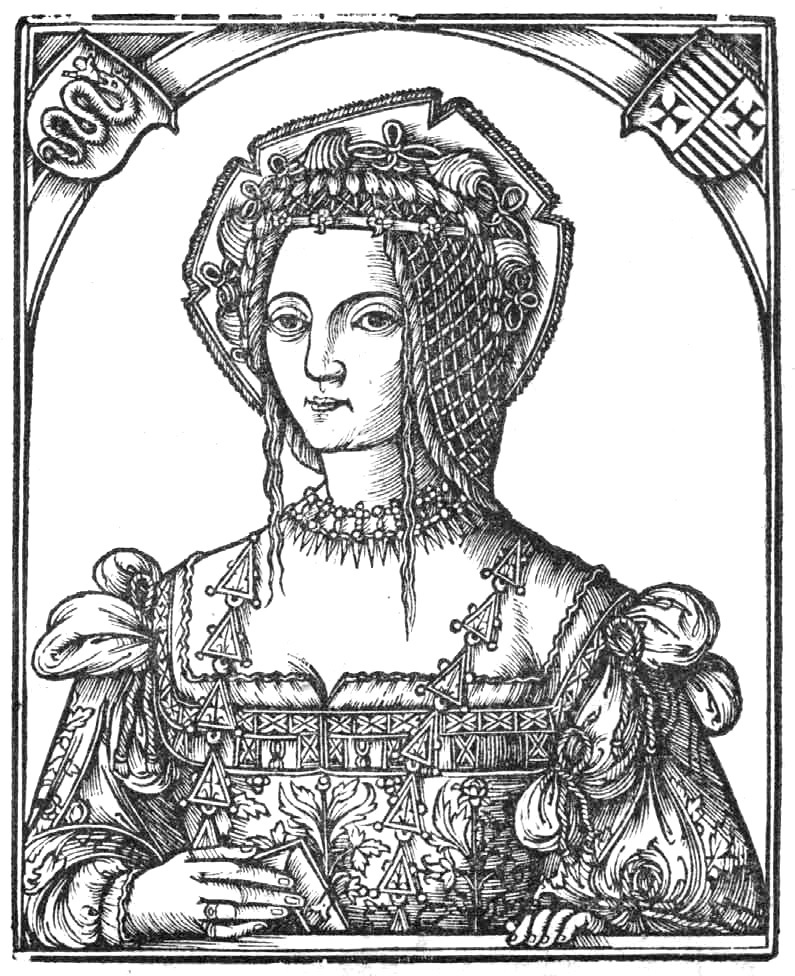
Rycina Bony Sforzy z okresu, w którym nadany został jej dworek Sucholda, na obszarze dzisiejszej Sokółki

Pierwotnie Sokoldka (Sokółka) była wsią koronną założoną przez rewizorów królewskich na trakcie z Grodna do Knyszyna. Nazwa miasta wywodzi się od nazwy rzeki Sokoldka (Mała Sokołda). Z biegiem czasu nazwa uległa zmianie przez uproszczenie spółgłoskowe -ldk do -lk i skojarzenie z Sokółką z Mazowsza i wsią Sokólki spod Ełku. Na początku XVI wieku istniał tu dwór myśliwski Sucholda znajdujący się we władaniu królowej Bony, który został nadany jej przez Zygmunta Starego w roku 1524 wraz z rozległym obszarem od Kowna do Narwi i Świsłoczy, jaki wydzielił z Puszczy Grodzieńskiej. W 1565 roku Zygmunt August ufundował w Sokółce kościół katolicki, a parafia funkcjonowała od roku 1592. W latach 1586–1589 Sokółka stała się wsią targową. Prawa miejskie otrzymała 28 lutego 1609 roku od Zygmunta III Wazy. Przed nadaniem praw miejskich do Sokółki przybyli rewizorzy królewscy Jerzy Scipio del Campo oraz Stefan Nieszkowski, którzy dokonali rozplanowania przyszłego miasta.

### Sokółka w XVII i XVIII wieku

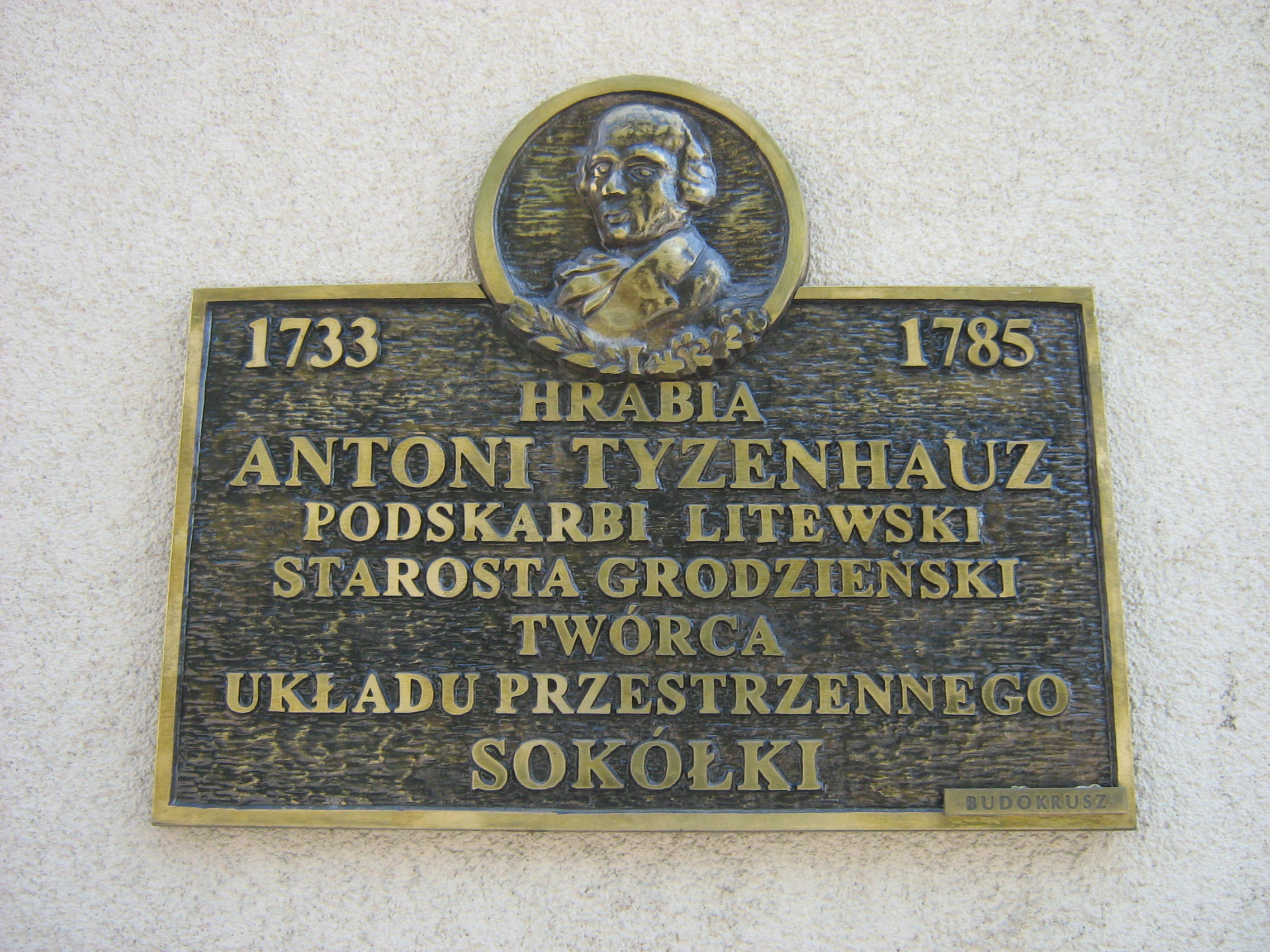
Tablica poświęcona Antoniemu Tyzenhauzowi na ścianie Muzeum Ziemi Sokólskiej

Kanclerz wielki litewski Albrycht Stanisław Radziwiłł w swoim pamiętniku pod datą 18 maja 1633 roku zapisał: „Na zaproszenie starosty żmudzkiego i wojewody brzeskiego, mego brata, udaliśmy się do Sokółki, gdzie król i my wszyscy zostaliśmy przyjęci wspaniale. Zanim tam przybyliśmy, król mówił mi (ponieważ jeszcze nigdy w tym miejscu nie byłem), że zobaczę dom drewniany, który został zbudowany za cenę 7000 zł, lecz niedokończony i już prawie w upadku. Okazało się to prawdziwe”. W roku 1652 Ludwika Maria Gonzaga nadała parafię w Sokółce trzem współpracownikom Wincentego a Paulo. Po krótkim pobycie w mieście przeniesieni zostali oni jednak do Warszawy. W tym okresie w mieście wytapiano rudę darniową. 
11 lutego 1662 roku wydano dekret, który zmuszał Żydów do opuszczenia miasta. Mogli odwiedzać Sokółkę tylko w dniach handlowych i jarmarcznych, ale nie dłużej niż na 3 dni. Żydom zabronione było nabywanie domów i dóbr ziemskich. Jeżeli któryś z nich takowy majątek posiadał, to przechodził on na własność Kościoła katolickiego. Zakazane było również wynajmowanie Żydom domów. Naruszenie dekretu wiązało się z karą pieniężną w wysokości 10 seksagen groszy litewskich na korzyść Kościoła w Sokółce. 17 marca 1679 roku czeski podróżnik Bernhard Leopold Franz Tanner wraz z posłami Michałem Czartoryskim i Kazimierzem Janem Sapiehą wysłanymi przez Jana III Sobieskiego odwiedzili Sokółkę w drodze powrotnej z Moskwy do Warszawy. 29 grudnia 1698 roku August II nadał zamieszkującym Sokółkę Żydom przywilej wolnego handlu oraz prowadzenia szynków.
W 1717 roku miasto znalazło się na drodze pocztowej między Warszawą i Mitawą, a w mieście osadzono urzędników pocztowych z rodziny Michaelisów. W drugiej połowie XVIII wieku podskarbi nadworny litewski Antoni Tyzenhauz sprowadził rzemieślników i rozbudował miasto, próbując dokonać przestrzennej przebudowy miasta. W czasie jego administrowania dokonany został nowy podział ekonomii litewskich, w wyniku czego Sokółka została siedzibą guberni. Tyzenhauz na obszarze ekonomii grodzieńskiej wybudował szereg fabryk i manufaktur, które później upadły, jednak wprowadził na nowo wcześniej zniesioną pańszczyznę. W wyniku tego w Sokółce oraz w Kuźnicy i Krynkach pojawiły się protesty miejscowej ludności, a w latach 70. XVIII wieku pisano supliki do króla. W tym czasie w mieście znajdowały się 182 domy i stacjonował w nim garnizon kawalerii narodowej. Na zlecenie Tyzenhauza został wykonany przez Józefa de Sacco projekt założenia parkowo-pałacowego: „Planty Zabudowania gubernji J.K.mci Sokolskiey”, zbudowano jednak tylko pałacyk gubernatora. Za to do lat 80. XVIII wieku wybudowano 12 kamienic na rynku.
W czasie insurekcji kościuszkowskiej w marcu 1794 roku agitację na terenie Sokółki prowadził Joachim Litawor Chreptowicz. W kwietniu tego roku stacjonujący w mieście regiment liczył 600 osób. Po zajęciu Grodna przez Rosjan, 9 maja w Sokółce podpisany został przez kilkaset osób akces do powstania oraz zawiązano w nim Komisję Porządkową Powiatu Grodzieńskiego. Wydana została też specjalna odezwa do mieszkających na tych terenach Tatarów. W lipcu komisja ogłosiła Uniwersał połaniecki.

### Okres rozbiorów

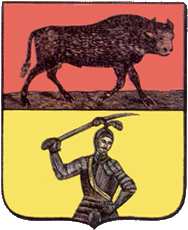
Herb Sokółki z 1845 roku

W 1795 roku, po III rozbiorze Polski, miasto przejściowo znalazło się w zaborze pruskim, w prowincji Prusy Nowowschodnie. Do czasu Pokoju w Tylży w roku 1807, gdy Sokółka znalazła się w zaborze rosyjskim, stacjonował w niej szwadron wojsk pruskich, liczący 228 osób. W latach 1792 i 1803 wybuchały pożary, w wyniku których spłonęła część miasta, a w roku 1796 kościół parafialny. Zgodnie z postanowieniami traktatu tylżyckiego z 1807 roku Sokółka została przekazana Imperium Rosyjskiemu, pod którego władzą pozostawała aż do 1915 roku.
W pierwszej połowie XIX w. miasto było podzielone na trzy części. Na ich czele stali tzw. dozorcy, niższym stopniem zarządzania byli dziesiętnicy.
W roku 1848 zbudowany został murowany kościół katolicki pw. św. Antoniego. W latach 50. XIX wieku zbudowana została prawosławna cerkiew św. Aleksandra Newskiego oraz szkoła administracyjno-leśna i strzelecka, a w 1886 roku koszary. W 1862 roku Sokółka otrzymała połączenie kolejowe w związku z budową linii kolejowej Wiedeń–Warszawa–Sankt-Petersburg. Wśród powstańców listopadowych (1830–1831) i styczniowych (1863–1864), walczących przeciwko rosyjskiemu zaborcy, byli także także mieszkańcy Sokółki. Od końca XIX wieku do wybuchu I wojny światowej w mieście stacjonował rosyjski 63 Uglicki pułk piechoty. Około 1900 roku wybudowano murowaną synagogę. Znajdowała się w północno-zachodniej części miasta. W 1910 roku burmistrzem Sokółki był Józef Stanisławowicz Daszuta. W 1915 roku, podczas I wojny światowej, wojska kajzerowskie (niemieckie) wypędziły administrację rosyjską oraz wojska carskie z Sokółki i Sokólszczyzny. Okupacja niemiecka trwała zatem od 1915 do 1918 roku.
Od roku 1807 aż do 1975 Sokółka była miastem powiatowym. W XIX wieku była ośrodkiem targów, rzemiosła i drobnego przemysłu.

### Sokółka w czasach II Rzeczypospolitej

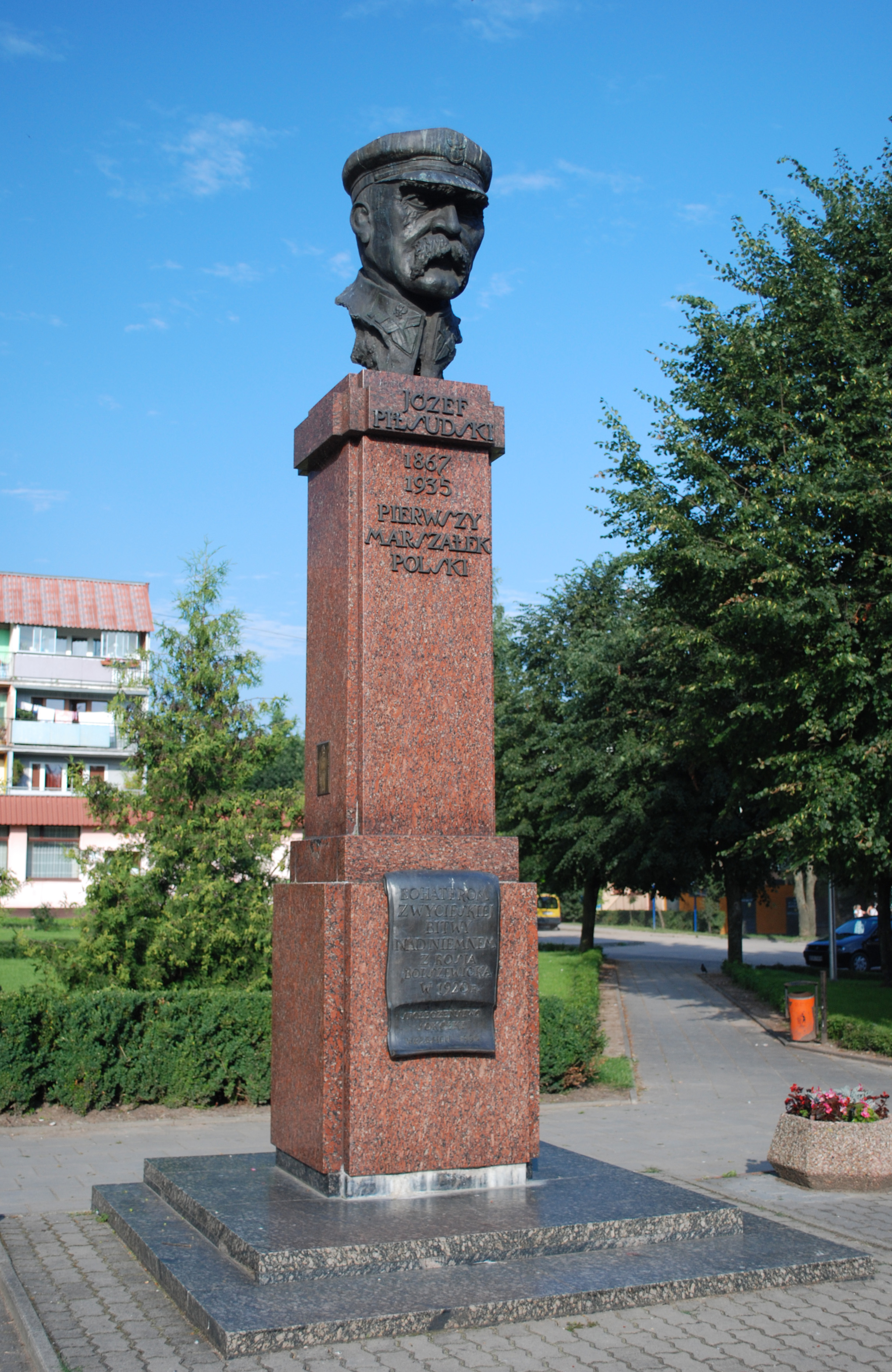
Pomnik z popiersiem Józefa Piłsudskiego

Od 30 kwietnia 1919 roku Sokółka znalazła się w granicach Polski, jednak w okresie VII-IX 1920 r. zajmowana była przez wojska bolszewickie podczas wojny polsko-bolszewickiej. W lipcu 1920 roku w wyniku ostrzału artyleryjskiego część miasta została zniszczona. 24 września tego roku stacjonował w mieście sztab dowodzenia 2 Armii Wojska Polskiego, tu także został wydany przez Józefa Piłsudskiego rozkaz ataku na Lidę. 20 listopada 1996 roku odsłonięty został pomnik poświęcony bohaterom bitwy nad Niemnem z tamtego okresu z popiersiem marszałka Piłsudskiego.
W czasach II Rzeczypospolitej koszary na dzisiejszym Zielonym Osiedlu były w administracji Wojska Polskiego. Otrzymały one imię generała Dąbrowskiego. Stacjonowały tu jednostki: kadra zapasowa Szpitala Okręgowego Nr 3 z Grodna, kadra 3 Dywizjonu Taborów, kadra zapasowa 6 Pułku Piechoty, kadra zapasowa 41 Pułku Piechoty z Suwałk.
W okresie międzywojennym miasto znane z garbarni oraz targów końskich i bydlęcych. W latach międzywojennych mieszkało w Sokółce około 3500 osób narodowości żydowskiej, w większości zajmowały się one handlem W mieście znajdowała się m.in. synagoga, domy modlitwy, dom rabina, łaźnia i szkoły religijne. Łącznie miejscowość liczyła około 6000 mieszkańców. W 1929 działały tu Związek Kupców, Związek Robotników Przemysłu Garbarskiego, Związek Rzemieślników Żydowskich, Związek Lokatorów oraz Związek Właścicieli Nieruchomości.

### II wojna światowa
21 września 1939 roku miasto zostało zajęte przez oddziały sowieckiej 2 brygady czołgów, a następnie włączone w skład Związku Radzieckiego, przez co znajdowało się pod niemal dwuletnią okupacją sowiecką. Okupanci sowieccy prowadzili prześladowania, aresztowania oraz wywózki miejscowej ludności (często na Syberię czy do Kazachstanu), zwłaszcza polskich patriotów. W czerwcu 1941 miasto zostało zajęte przez wojska niemieckie, a w lipcu weszło w skład Bezirk Bialystok. Sowieci zbudowali w Sokółce pomnik Lenina, który latem 1941 Niemcy kazali zniszczyć miejscowym Żydom.
W 1941 r. w południowo-wschodniej części miasta Niemcy utworzyli getto dla ludności żydowskiej. Oprócz kilku tysięcy Żydów z Sokółki trafiło tam również ok. 1500 Żydów z Janowa, Krynek, Czyżewa i Zaręb Kościelnych. Mieszkańcy getta pracowali w fabryce filcu, w warsztatach szewskich i krawieckich oraz wykonywali roboty drogowe. Wybudowali także zalew w Sokółce. 2 listopada 1942 ok. 8 tys. osób wywieziono z getta do obozu przejściowego w Kiełbasinie pod Grodnem. Getto szczątkowe zlikwidowano w styczniu 1943. Żydzi z sokólskiego getta zginęli w obozach zagłady w Treblince i w Auschwitz-Birkenau.
W latach 1942–1944 w Sokółce znajdował się niemiecki obóz pracy. Przeciętnie w obozie przebywało 150 osób; ogółem przeszło przez niego ok. 3 tys. osób. Podczas likwidacji obozu część więźniów rozstrzelano, a część zwolniono.
W czerwcu 1944 roku Sokółka została zdobyta przez wojska radzieckie, co zakończyło okupację niemiecką. 

### Okres powojenny
Od 1944 w okolicach miasta silna była partyzantka antykomunistyczna – np. 11 sierpnia 1946 partyzanci trzykrotnie zaatakowali lokalny posterunek Milicji Obywatelskiej. W latach 70. XX wieku we wschodniej części miasta powstały dwa duże zakłady przemysłowe: stolarski Stolbud (obecnie Sokółka Okna i Drzwi) oraz Fabryka Urządzeń Mechanicznych „Spomasz”, które po 1989 r. przeszły transformację gospodarczą okresu przemian  ustrojowych.
18 grudnia 1980 r. w Sokółce powstała Terenowa Komisja Koordynacyjna Niezależnego Samorządnego Związku Zawodowego „Solidarność”, której przewodniczącym został Kazimierz Kossakowski – nauczyciel Zespołu Szkół Ogólnokształacących, a jego zastępcą Bronisław Błahuszewski – kierowca PKS. 5 marca 1981 r. rezygnację z funkcji przewodniczącego złożył Kazimierz Kossakowski. Dwa tygodnie później przeprowadzono wybory do 9-osobowego Prezydium TKK, w skład którego weszli przedstawiciele sokolskich zakładów pracy: Krzysztof Krasiński (przewodniczący), pracownik Rejonu Energetycznego w Sokółce, Czesław Oszer - „Spomasz”, Marian Peliksza – „Stolbud”, Krzysztof Ignatowicz - „Budopol” Pisz, Andrzej Sienkiewicz – GS Sokółka, Bronisław Błahuszewski – PKS Sokółka, Zofia Juszkiewicz – Zespół  Opieki Zdrowotnej, Barbara Łapacz – CPN, Zakład Buchwałowo i Jolanta Sagan – Oświata Sokółka.  

### 400-lecie miasta
W 2009 roku Sokółka obchodziła 400-lecie istnienia. Z tej okazji w Sokółce zorganizowano wiele imprez, z takimi artystami na czele jak Danzel. Ponadto przed Urzędem Miejskim postawiono pomnik, upamiętniający ten jubileusz. Wyprodukowano też sokólską monetę o nazwie „Sokole”.

## Demografia
W kolejnych latach Sokółka liczyła:

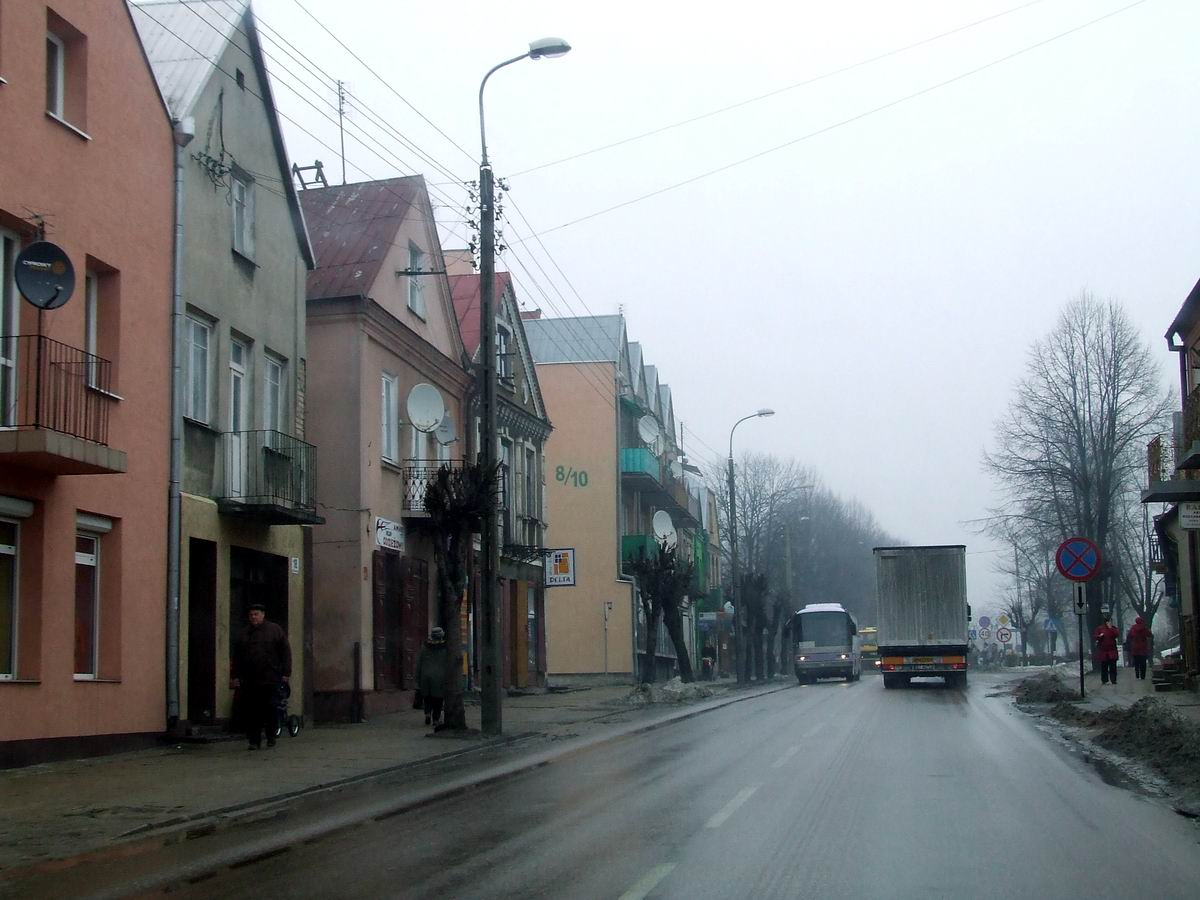
Ulica Białostocka/Droga krajowa nr 19 w Sokółce; po lewej stronie zabytkowe kamienice

- Przełom XVIII i XIX w. – 1124 mieszkańców (w tym 383 Żydów i 18 Tatarów)[58]
- 1867 – 3814 mieszkańców[59]
- 1878 – 3431 mieszkańców[60]
- 1945 – 4879 mieszkańców[61]
- 1987 – ok. 18 000[62]
- 2004 – 19 037
- 2008 – 18 666[63]

Piramida wieku mieszkańców Sokółki w 2014 roku.

## Gospodarka

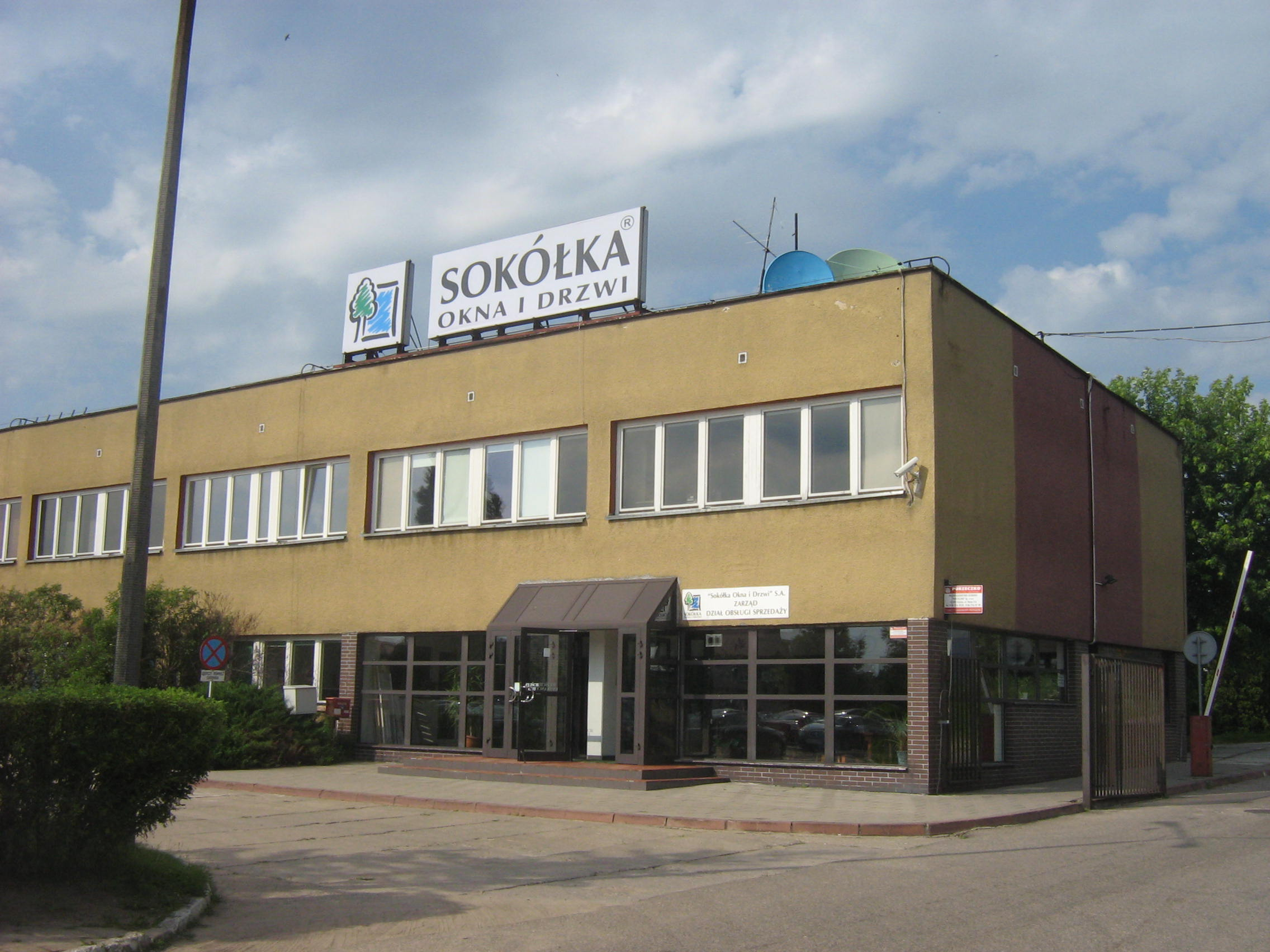
Nieistniejący budynek firmy „Sokółka Okna i Drzwi”, będącej kontynuacją działającego od lat 70. Stolbudu

Miasto jest głównie ośrodkiem usługowym regionu rolniczego, ale także produkcji stolarki okiennej, importu węgla kamiennego i gazu, mrożenia owoców i warzyw czy przetwórstwa mleka. Znajdujące się większe zakłady pracy w Sokółce to:
- Orlen Gaz
- Sokółka Okna i Drzwi
- Farmer Sp. z o.o.
- Metal-Fach Sp. z o.o.
- Spółdzielnia Mleczarska SOMLEK Sokółka przejęta przez Mlekpol
- Barter S.A.
- Eskimos S.A.
- Eko-Gril
- GENES
- STEELER

## Transport
- 19 Droga krajowa nr 19: granica państwa – Kuźnica – Białystok – Lublin – Rzeszów – Barwinek – granica państwa
- 673 Droga wojewódzka nr 673: Kolonie Lipsk – Lipsk – Dąbrowa Białostocka – Sokółka
- 674 Droga wojewódzka nr 674: Sokółka – Rachowik

## Zabytki
Zabytkami w Sokółce są:

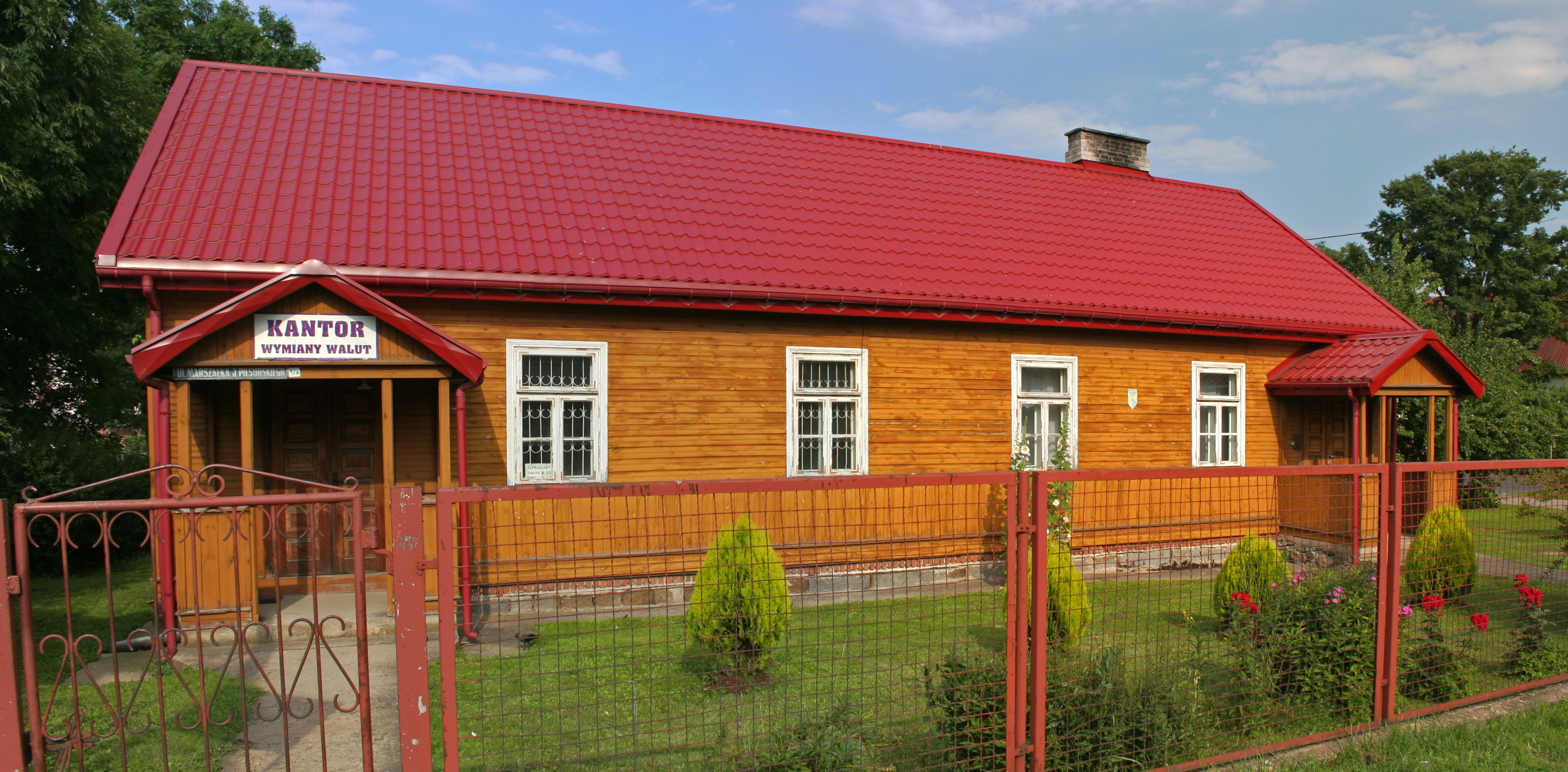
Zabytkowy dom w Sokółce z 1880 roku, dawniej plebania prawosławna

- Kościół parafialny św. Antoniego Padewskiego – neoklasycystyczny (ok. 1848, rozbudowany 1901-1904) z usytuowanym przy kolegiacie pomnikiem Powstańców  Styczniowych[66],
- Prawosławna cerkiew parafialna pw. św. Aleksandra Newskiego z lat 1850–1853
- Granitowa płaskorzeźba – Alegoria Nauki z 1933 roku znajdująca się na elewacji frontowej budynku Szkoły Podstawowej nr 1 im. Adama Mickiewicza w Sokółce
- Murowana kapliczka przy zbiegu ul. Grodzieńskiej i Kresowej w Sokółce[67], wybudowana w 1906 roku na mocy ukazu tolerancyjnego cara Mikołaja II z 17/30 kwietnia 1905 roku[68]
- Przedwojenne kamienice wzdłuż ulic Białostockiej i Grodzieńskiej
- Dawna drewniana plebania prawosławna na rogu ulic Józefa Piłsudskiego i ks. Piotra Ściegiennego z 1880 roku

## Inne obiekty o walorach kulturowych
- prawosławna kaplica cmentarna pw. św. Męczennicy Pawły z 1900 roku[69]
- cmentarz żydowski z XVII wieku[70]
- cmentarz prawosławny z XIX wieku (dawniej rzymskokatolicki)[70]
- założenie parkowo-ogrodowe d. dworu „Sobaczyńce" , d. koszar wojskowych rosyjskich, potem polskich na Osiedlu Zielonym[71]

## Szlaki turystyczne
- Szlak Tatarski
- Szlak Śladami Powstania Styczniowego
- Szlak Rękodzieła Ludowego
- Szlak Dawnego Pogranicza

## Podgląd miasta
W mieście znajduje się wiele kamer monitoringu wizyjnego należących do miasta, jak i osób prywatnych. Telewizja Sokółka udostępnia na swojej stronie internetowej obrazy z kilku kamer znajdujących się w różnych częściach miasta. Transmisja jest prowadzona przez całą dobę w czasie rzeczywistym. System jest cały czas rozbudowywany o kolejne kamery.

## Media
W Sokółce znajdują się lokalna telewizja, gazeta internetowa i tygodnik wydawany w formie papierowej, które swoim zasięgiem obejmują cały powiat:
- Sokółka TV[73]
- iSokolka.eu[74]
- Tygodnik Nowiny Sokólskie[75]
- Tygodnik Info-Sokółka

## Oświata
Szkoły podstawowe
- Szkoła Podstawowa Specjalna

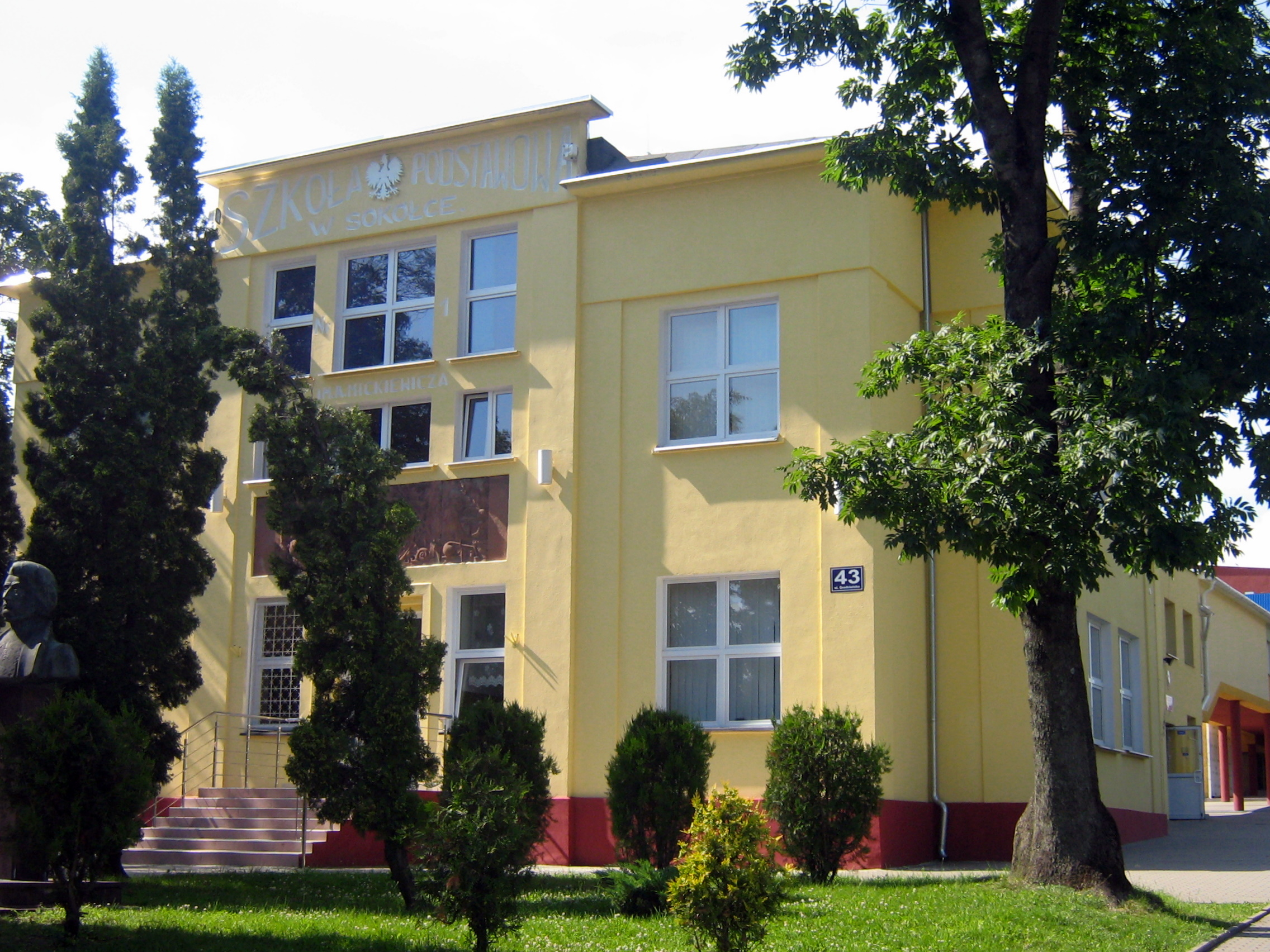
Szkoła Podstawowa im. Adama Mickiewicza w Sokółce

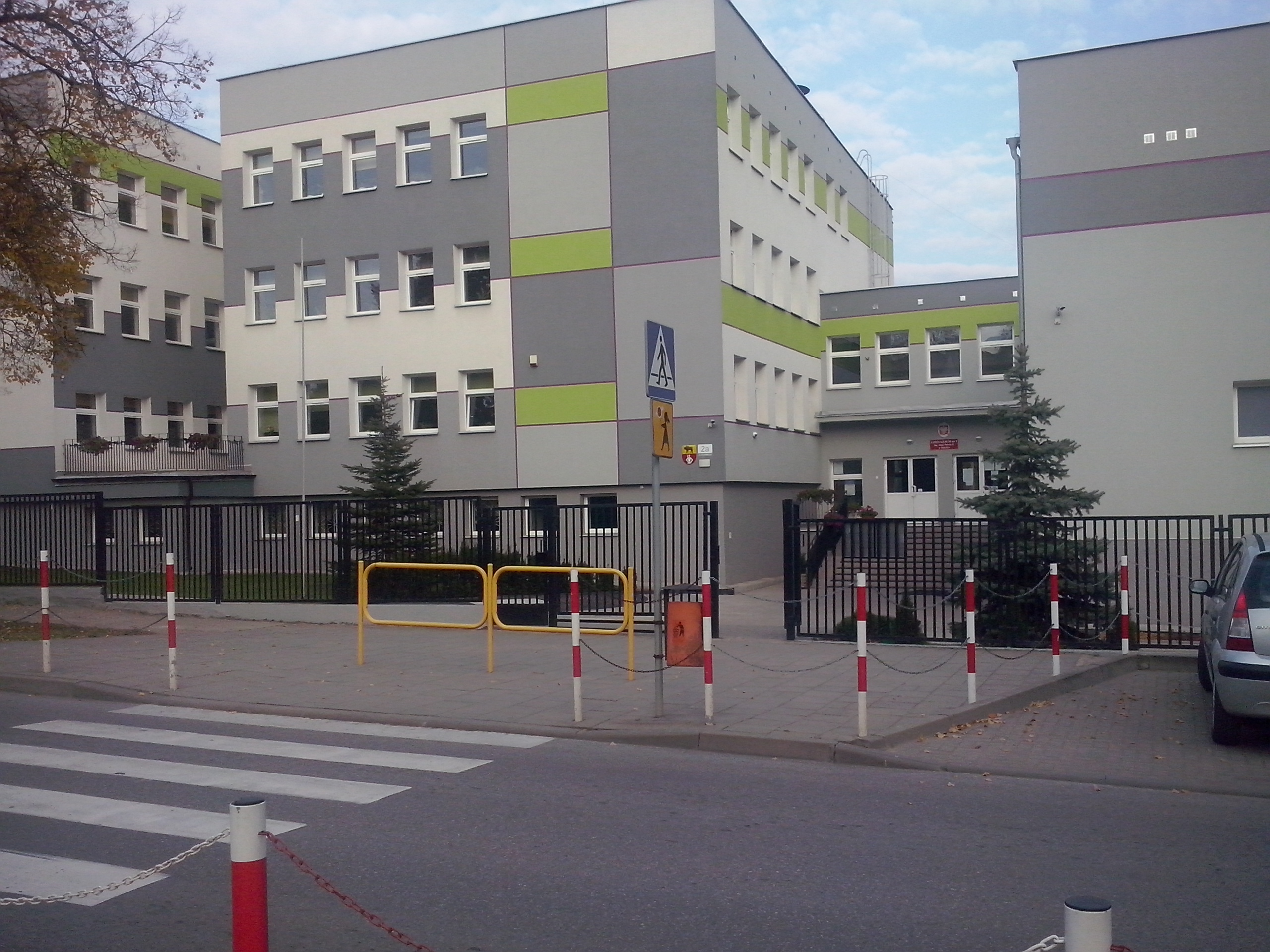
Gimnazjum nr 1 im. Jana Pawła II w Sokółce

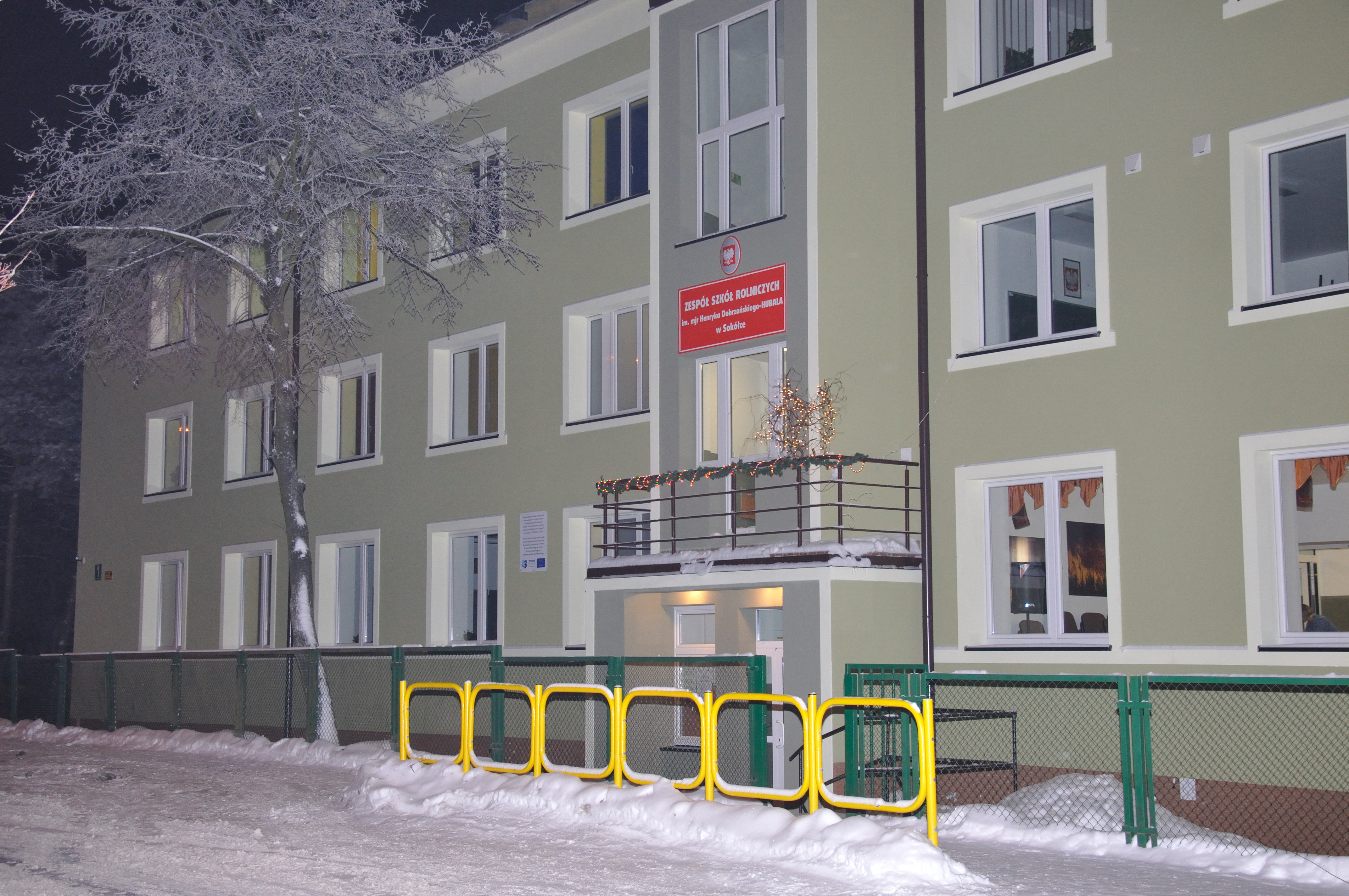
Zespół Szkół Rolniczych w Sokółce

- Szkoła Podstawowa nr 1 im. Adama Mickiewicza
- Szkoła Podstawowa nr 2 z Oddziałami Integracyjnymi
- Szkoła Podstawowa nr 3 im. Walerego Wróblewskiego

Szkoły średnie
- Zespół Szkół w Sokółce, ul. Mickiewicza 11 (Liceum Ogólnokształcące im. Mikołaja Kopernika i Liceum Ogólnokształcące dla Dorosłych)[76]
- Zespół Szkół Zawodowych im. Elizy Orzeszkowej w Sokółce, Os. Zielone 1A (Technikum nr 1 i Branżowa Szkoła I Stopnia)[77]
- Zespół Szkół Rolniczych im. Henryka Dobrzańskiego „Hubala” w Sokółce, ul. Polna 1 (Technikum nr 2)[78]
- Specjalny Ośrodek Szkolno-Wychowawczy, Os. Zielone 1A (Zasadnicza Szkoła Zawodowa Specjalna)[79]

## Instytucje
Fundacje i stowarzyszenia
- Fundacja Sokólski Fundusz Lokalny[80]
- The Pucilowski Foundation[81]

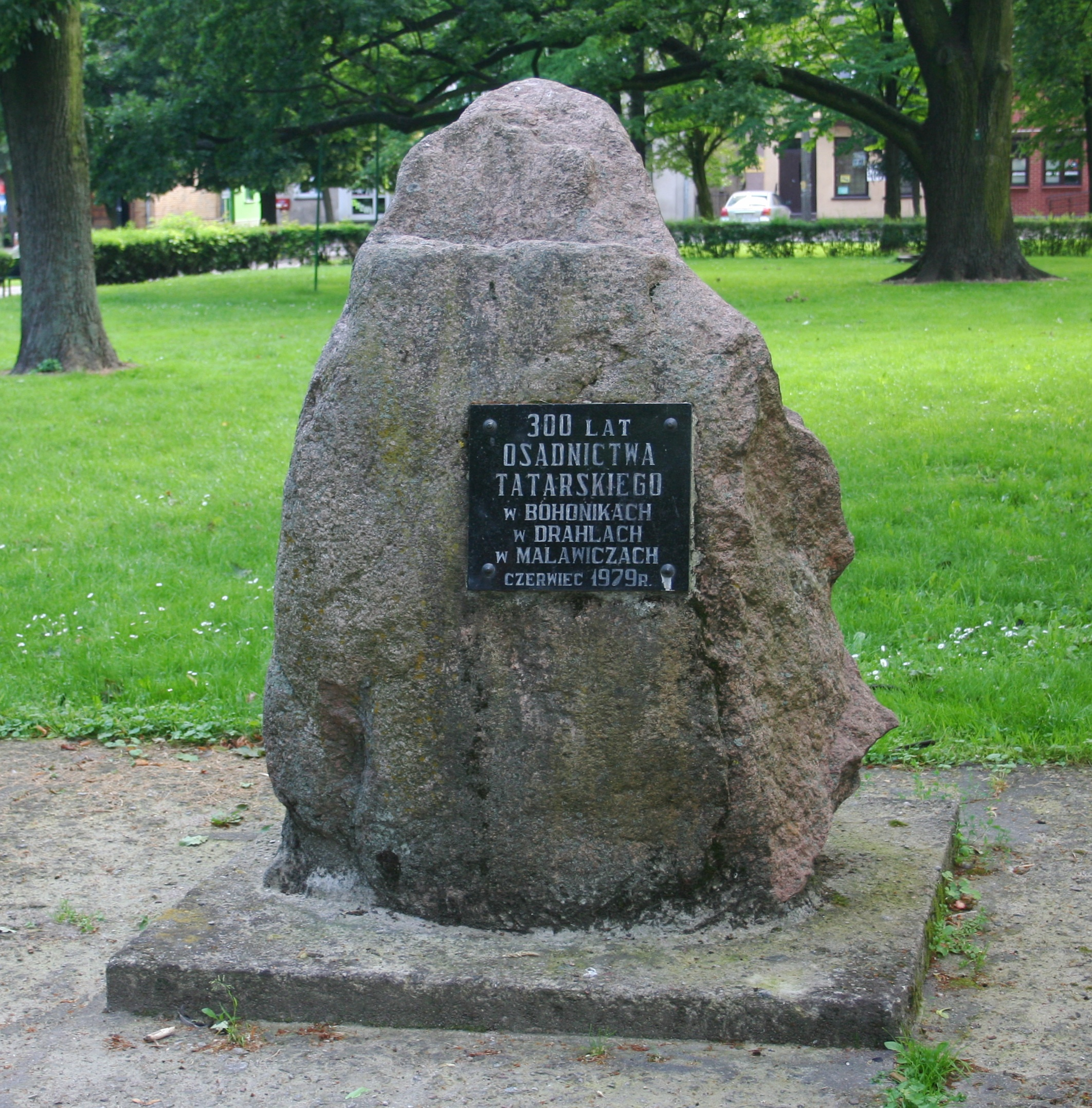
Głaz na cześć 300 lat osadnictwa tatarskiego położony w parku w centrum miasta

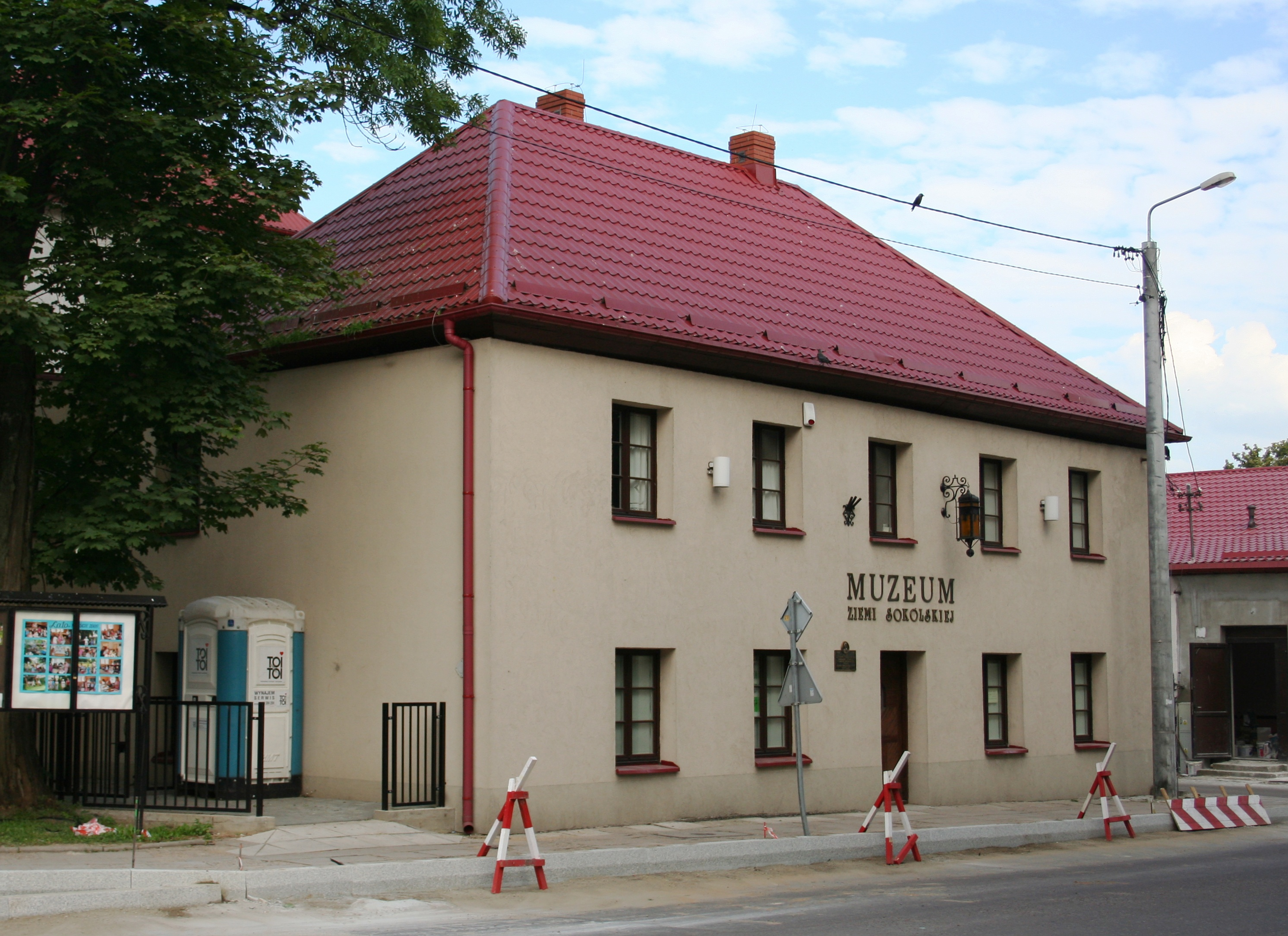
Budynek Muzeum Ziemi Sokólskiej

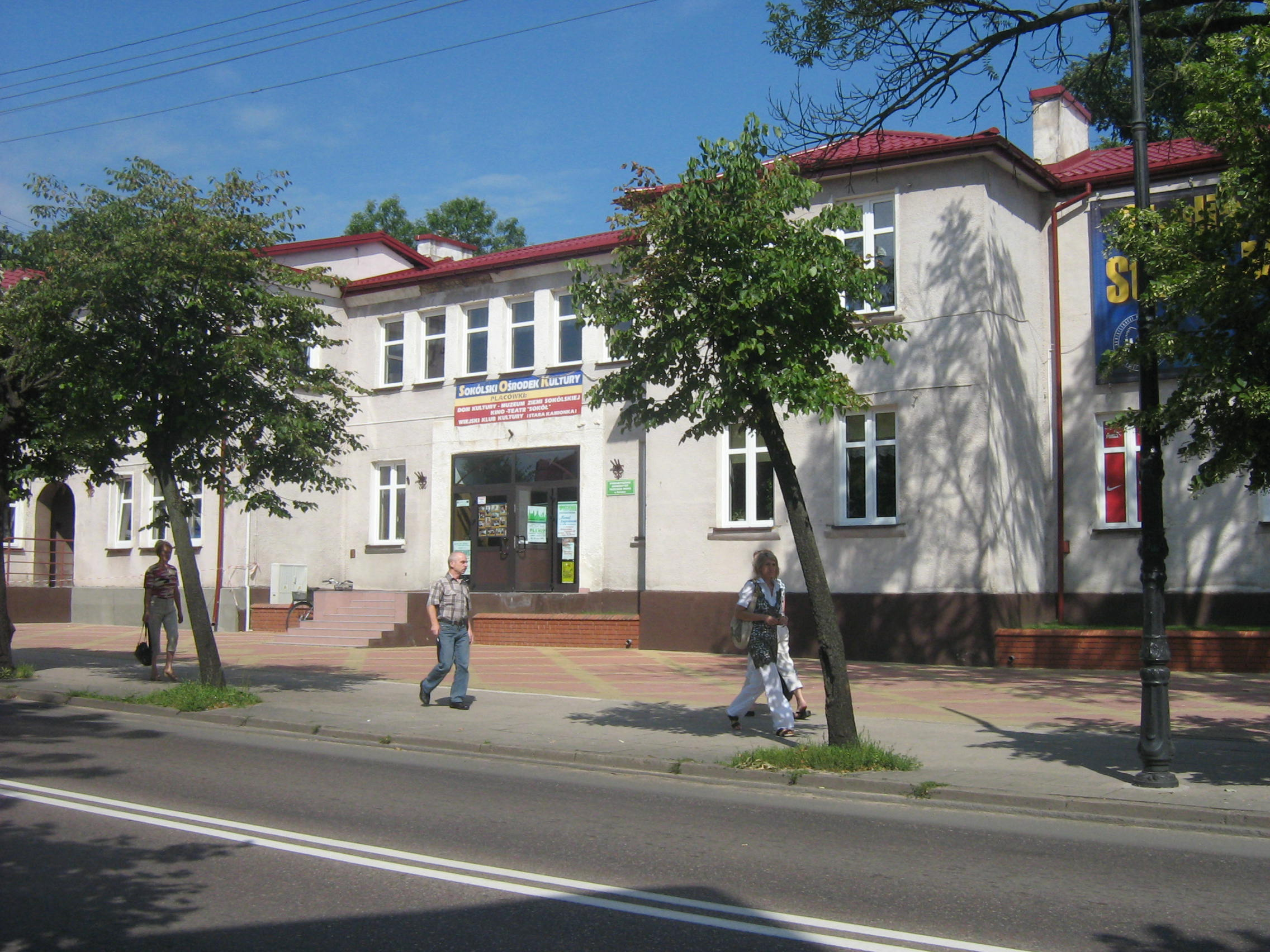
Budynek Sokólskiego Ośrodka Kultury

- Stowarzyszenie na rzecz Rozwoju Ziemi Sokólskiej „Barka”[82]
- Stowarzyszenie Klub 4x4[83]
- Stowarzyszenie „4 kultury Sokółki”[84]

Kulturalne
- Muzeum Ziemi Sokólskiej[85]
- Sokólski Ośrodek Kultury[86]
- Kino „Sokół”
- Chór Seniorów „Sokólskie Wrzosy”[87]
- Kapela ludowa „Kapela Kundzicza”
- Klub Plastyków Amatorów
- Klub Seniora „Wrzosy”
- Nauczycielski Klub Seniora
- Wiejski Klub Kultury w Starej Kamionce
- Zespół muzyczny „Lotos”
- Teatr Amatorski „Coś”
- Zespół muzyczny „FBI”
- Zespół muzyczny „Bad Falcon”

Sportowe

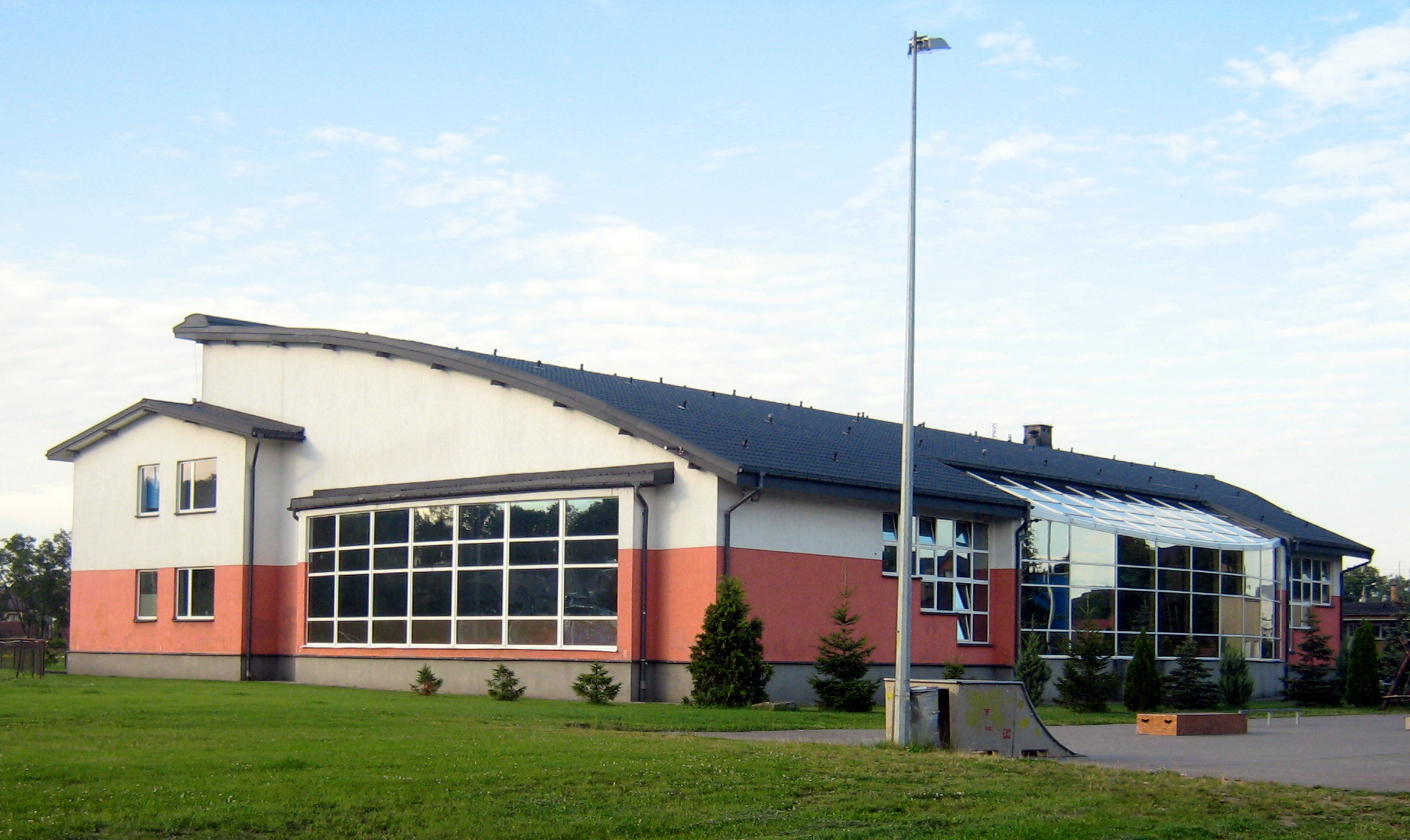
Kryta pływalnia

- Klub Sportowy Sokół Sokółka – piłka nożna[88]
- Sokólski Klub Kolarski Sokół – kolarstwo, triathlon, bieganie[89]
- Klub bilardowy Metal-Fach LP Pool Bilard Sokółka[90]
- Klub Jeździecki BIK[91]
- Klub Sportowy Mikolo Sokółka – siatkówka
- UKS Boxing Sokółka – boks
- LUKSz Orient Sokółka – szachy

Imprezy cykliczne
- Dni Sokółki[92]
- Konkurs Recytatorski Poezji Leonardy Szubzdy „Między milczeniem a krzykiem”[93]
- Wielkie Grillowanie z Kurczakiem
- Pożegnanie Lata
- Letnia Akademia Wiedzy o Tatarach Polskich[94]
- Przegląd Widowisk Pastorałkowych
- Wojewódzkie Spotkanie Rodzin Muzykujących
- Rodzinny Festyn Dobroczynny[92]
- Międzynarodowy Memoriał im. Stanisława Kirpszy – zawody kolarskie

## Wielokulturowość miasta
Ze względu na to, że miasto zamieszkują wyznawcy religii katolickiej, prawosławnej oraz islamu, poza Polakami są to Białorusini i Litwini, a w jego okolicach zamieszkują także Tatarzy, zyskało ono określenie stolicy polskiego orientu. W mieście zaczyna się także Szlak Tatarski, utworzony w roku 1979 na cześć sprowadzenia na te ziemie chorągwi tatarskiej przez Jana III Sobieskiego.

## Wspólnoty wyznaniowe

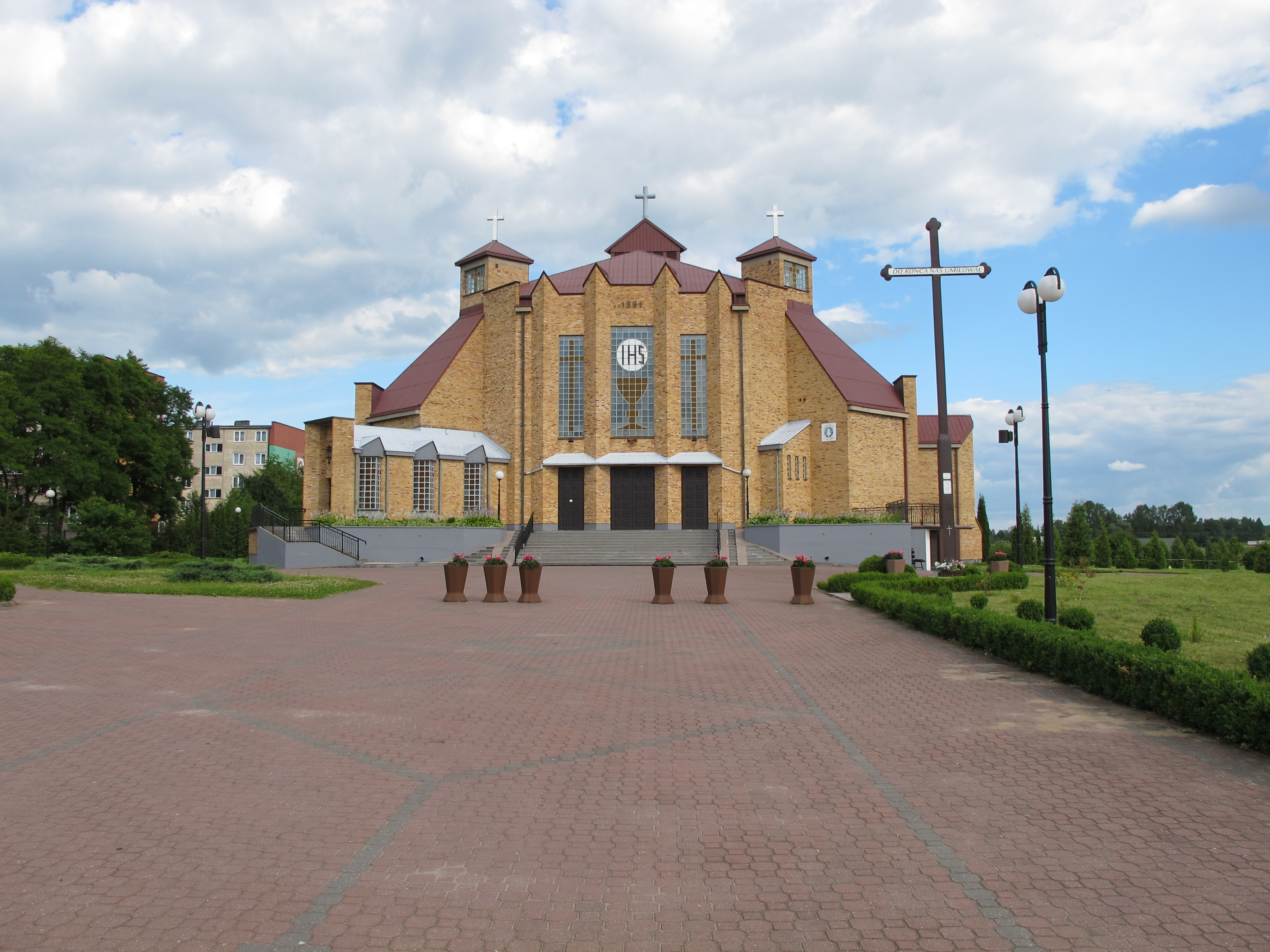
Kościół Najświętszego Ciała i Krwi Chrystusa

Na terenie Sokółki działalność religijną prowadzą następujące Kościoły i związki wyznaniowe:
- Kościół rzymskokatolicki:
  - parafia św. Antoniego Padewskiego
  - parafia Najświętszego Ciała i Krwi Chrystusa
  - parafia Wniebowzięcia NMP
- Polski Autokefaliczny Kościół Prawosławny:
  - parafia św. Aleksandra Newskiego
- Świadkowie Jehowy:
  - zbór w Sokółce (Sala Królestwa ul. Wierzbowa 2)[97][98]

## Sokółka w kinematografii

### Trylogia „U Pana Boga...”
W Sokółce i okolicach była kręcona większość scen całej trylogii. Ukazane w filmie obiekty które znajdują się w Sokółce: kościół pw. św. Antoniego, plebania, ogród, wędzarnia, obiekty gospodarcze, cerkiew pw. św. Aleksandra Newskiego i inne.

### Cud w Sokółce
6 lutego 2010 roku w Telewizji Polsat został wyemitowany film dokumentalny Faktu dla Polsatu pt. „Cud w Sokółce”. W filmie były ukazane zdarzenia, które miały miejsce 12 października 2008 w kościele pw. św. Antoniego w Sokółce.

## Miejsca i obiekty
W Sokółce

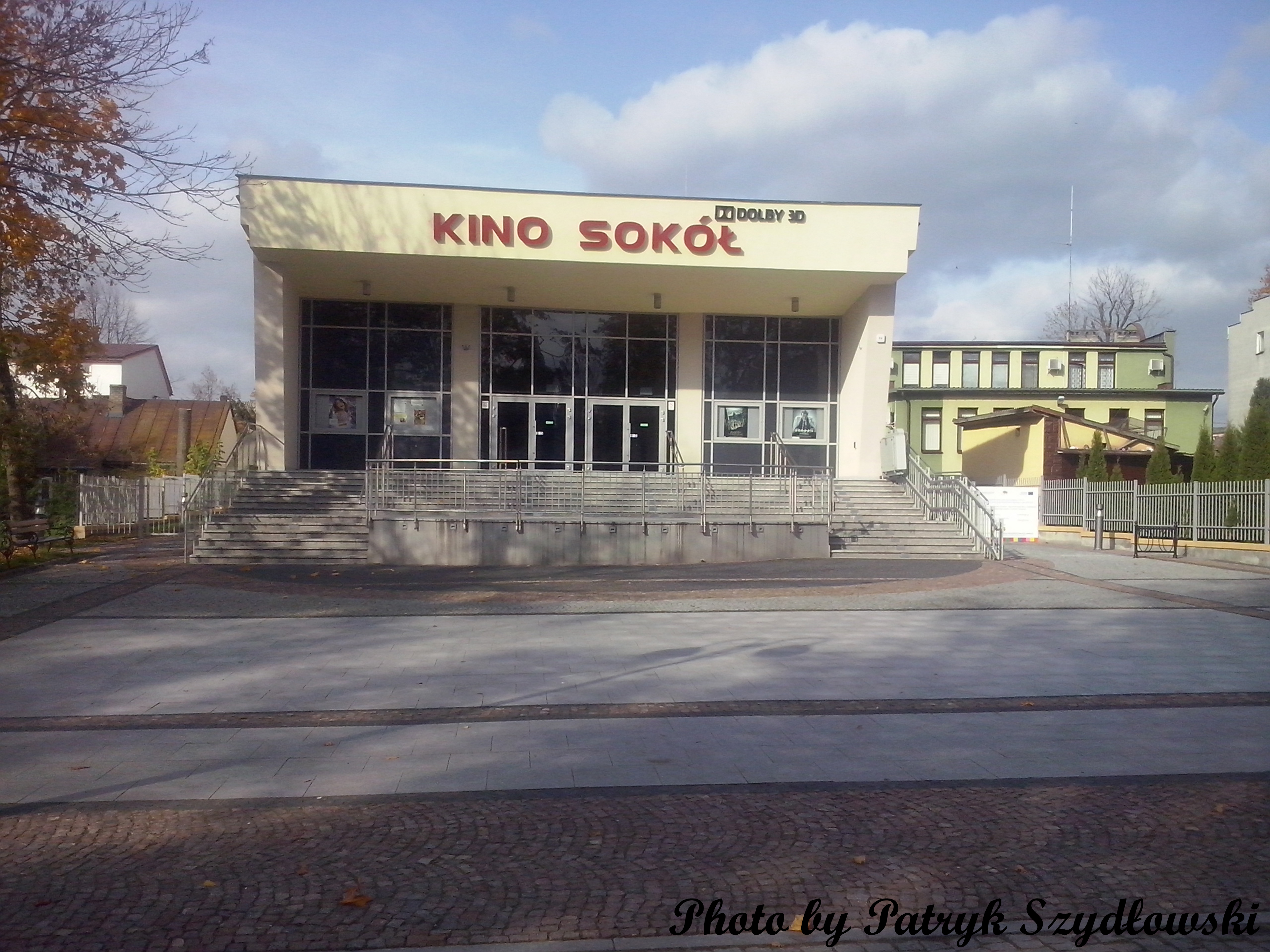
Kino „Sokół” w Sokółce

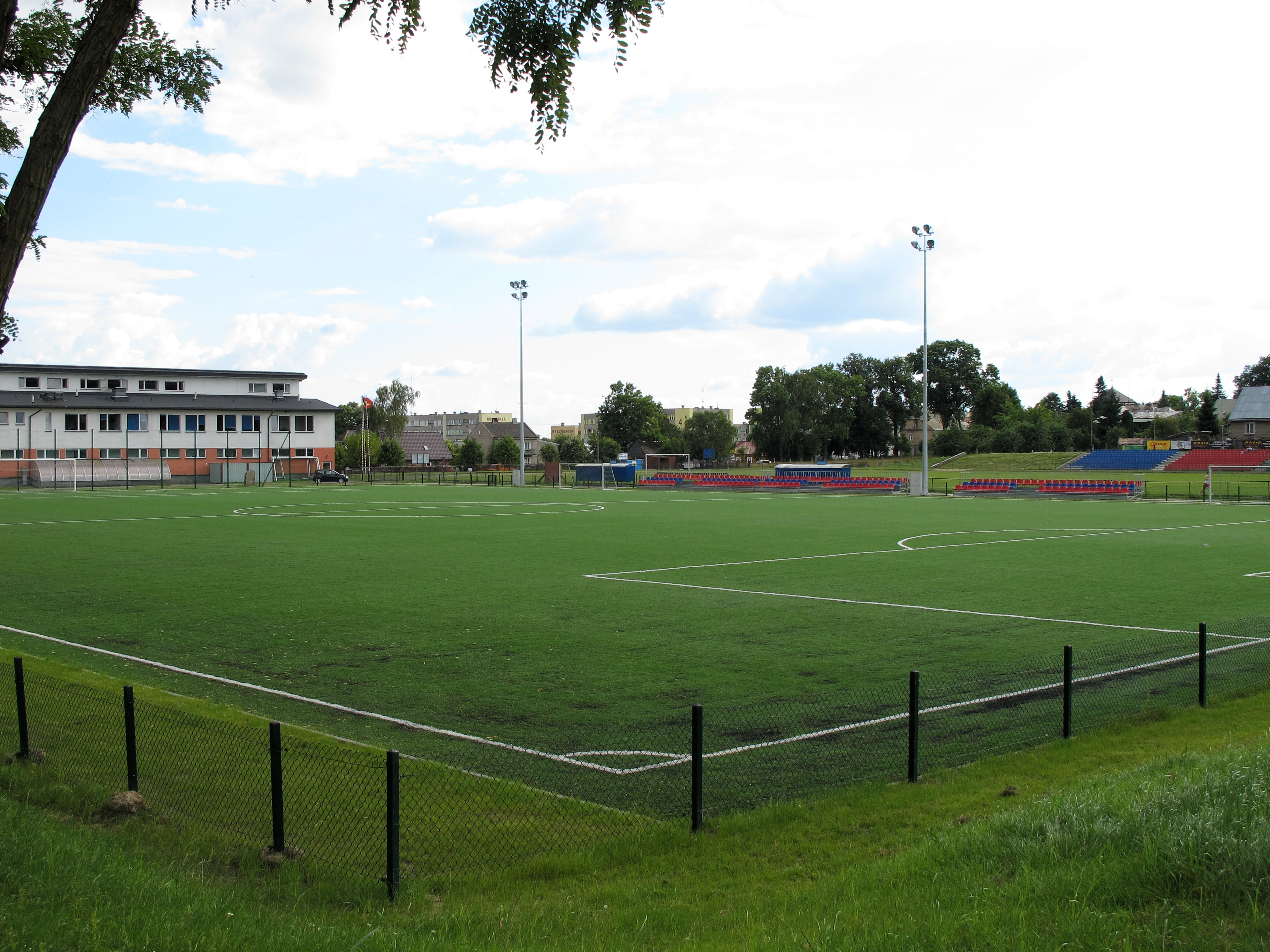
Stadion OSiR w Sokółce

- zespół boisk, korty tenisowe, kryta pływalnia, skatepark, siłownia przy OSiR, ul. Mariańska 31
- stadion miejski, ul. Mariańska/ul. Grodzieńska
- Zalew Sokólski z ośrodkiem wczasowym – akwen 20 ha z plażą, wypożyczalnia sprzętu wodnego, miejsca noclegowe, kort tenisowy, boisko do siatkówki plażowej, ul. Wodna
- kino „Sokół”
- pomnik z popiersiem Józefa Piłsudskiego
- pomnik na cześć 300 lat osadnictwa tatarskiego (umiejscowiony w parku w centrum miasta)
- tablica poświęcona Antoniemu Tyzenhauzowi na ścianie Muzeum Ziemi Sokólskiej

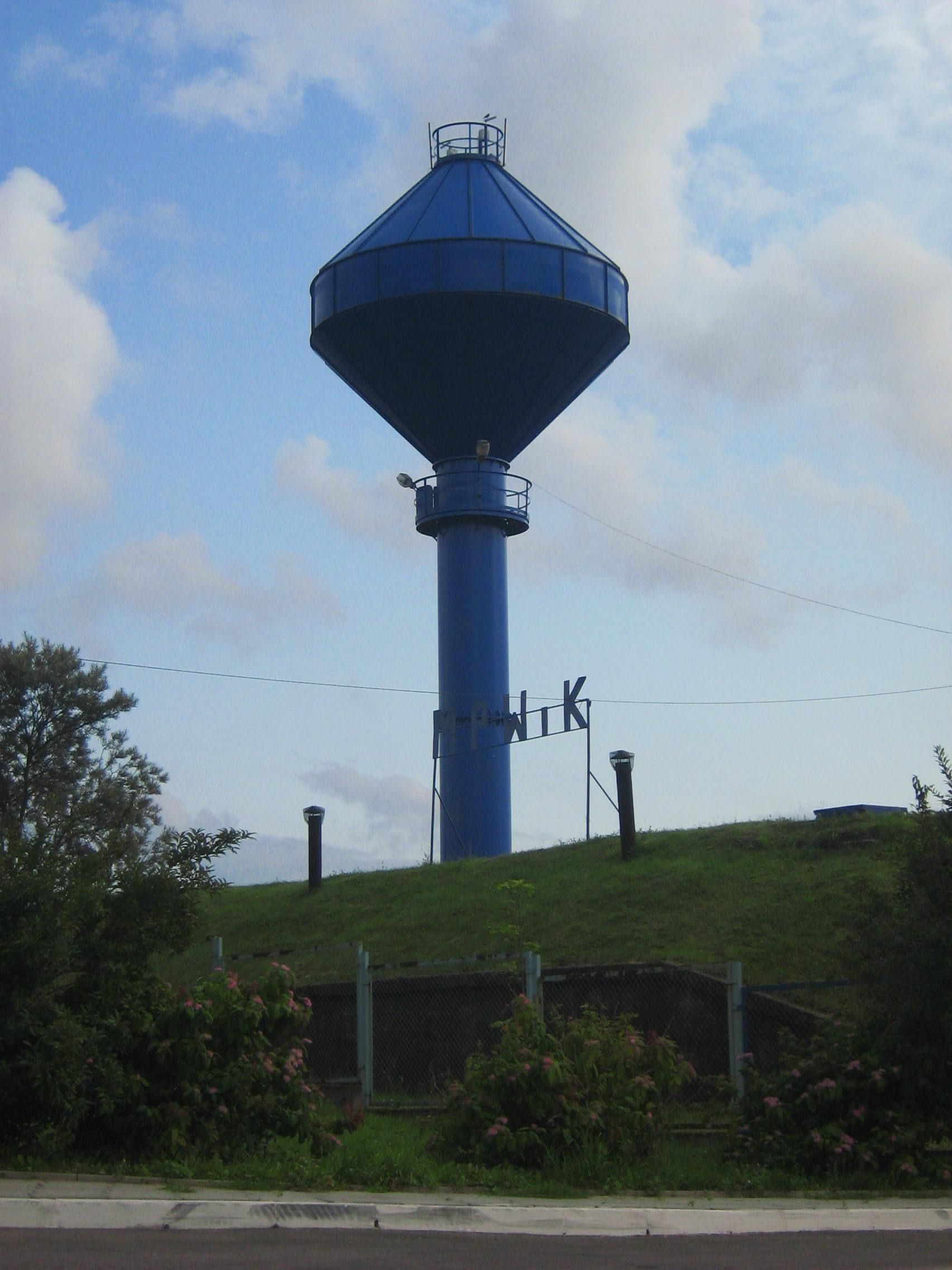
Wieża ciśnień
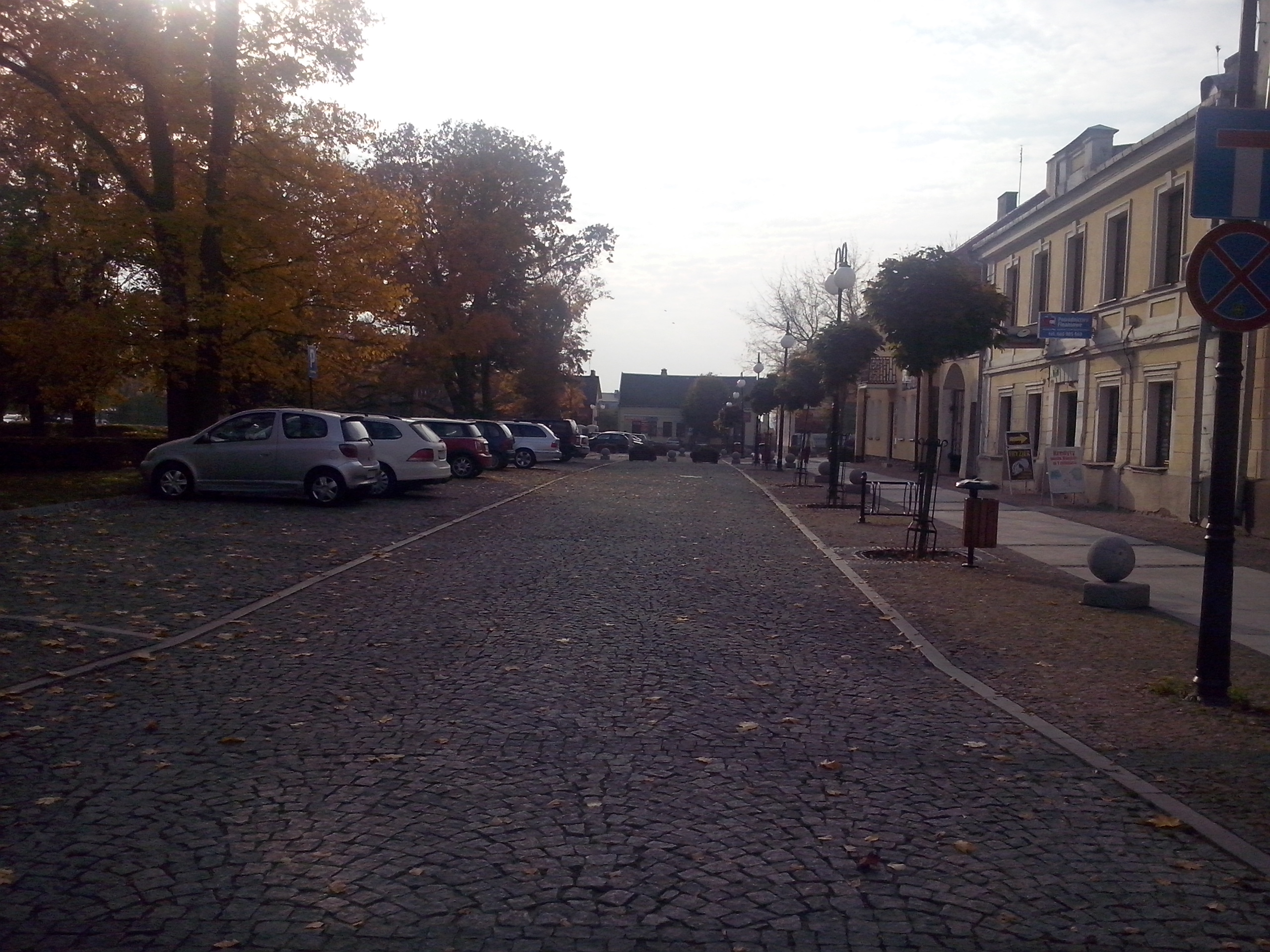
Uliczka przed kinem
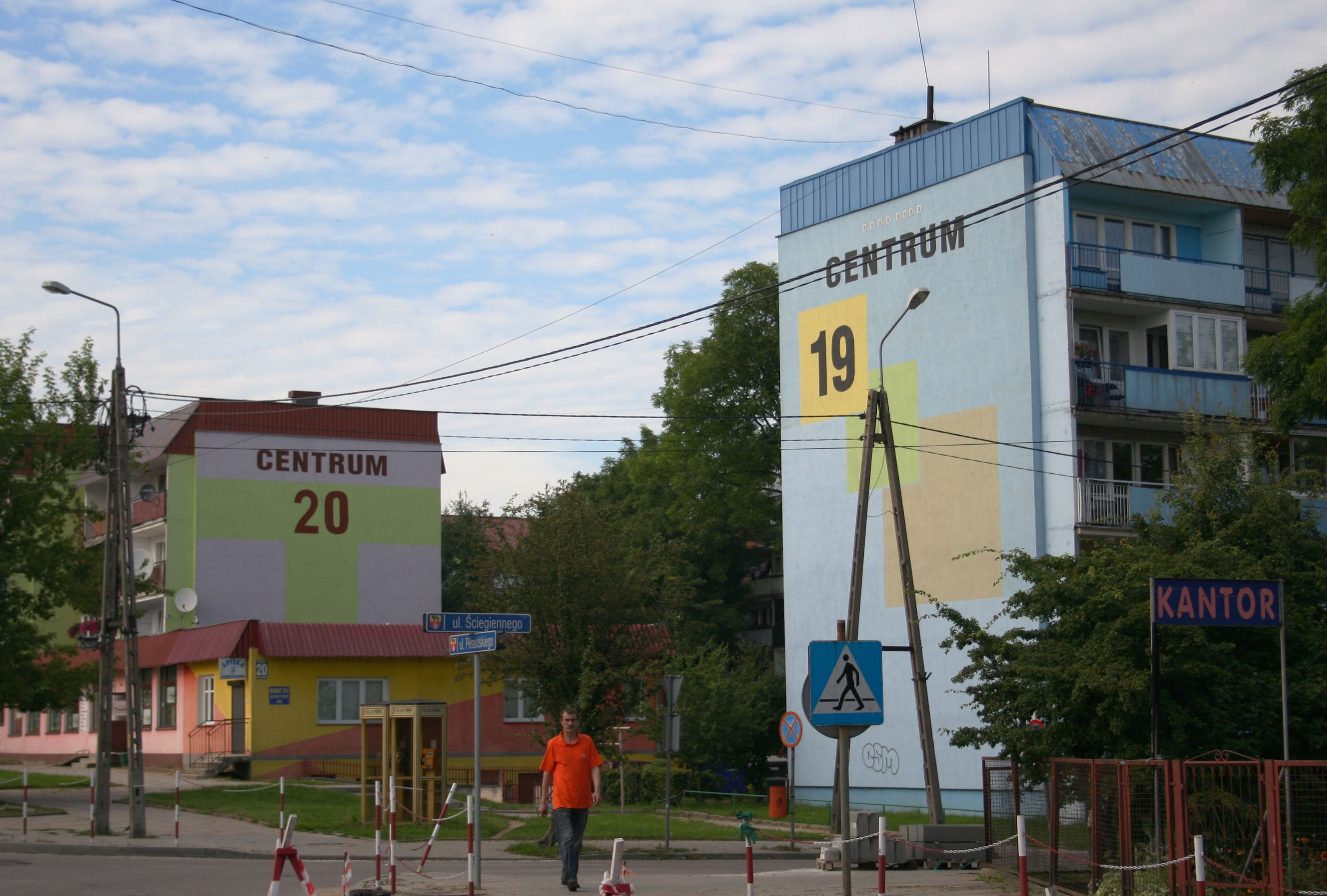
Jedno z osiedli
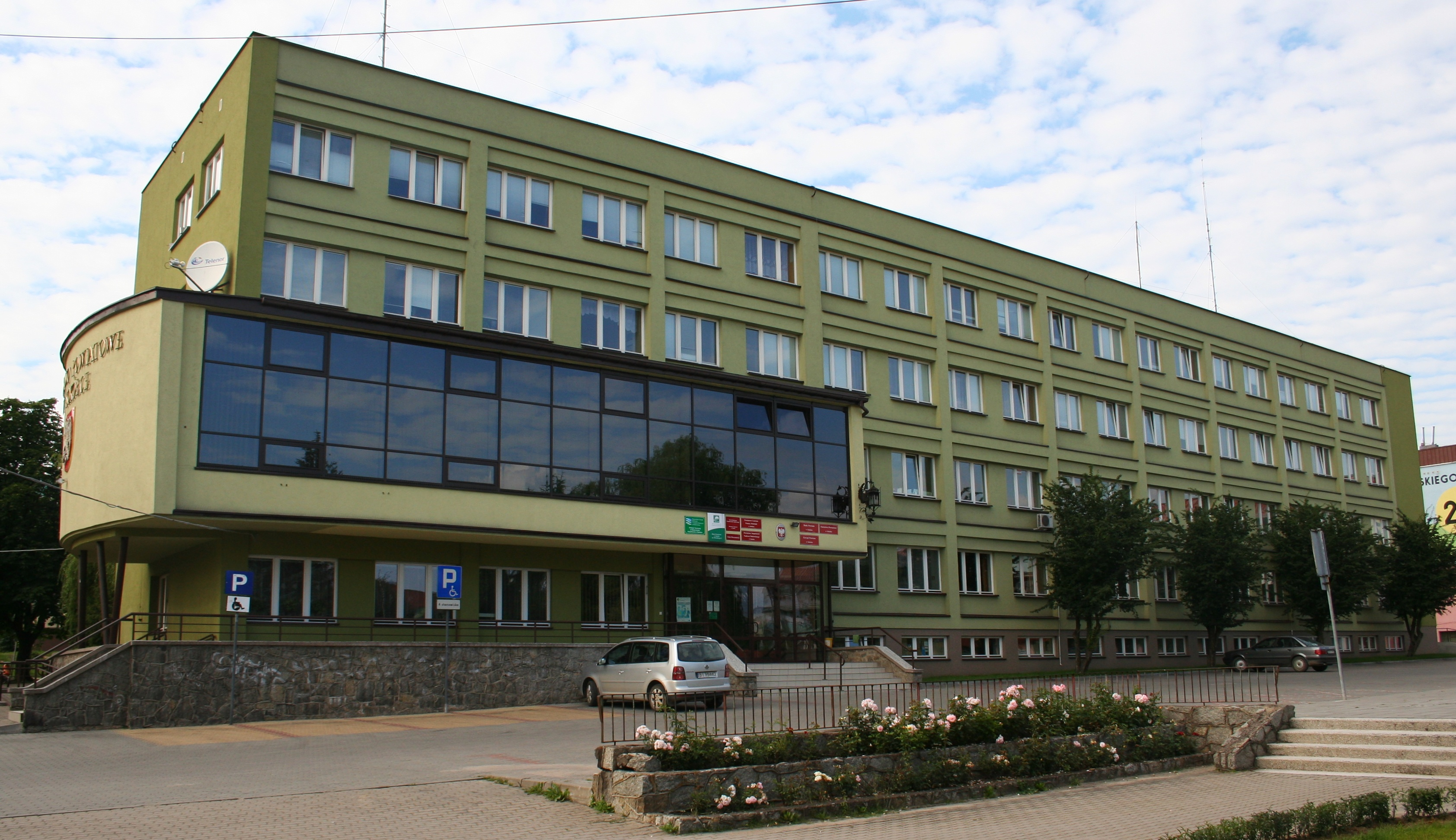
Starostwo Powiatowe

W najbliższych okolicach Sokółki
- Izba Regionalna w Janowszczyźnie
- dolina rzeki Sokołda z malowniczymi łąkami obejmującymi tereny chronione sieci Natura 2000 w Dworzysku
- plenerowa dolina rzeki Łosośna
- Park Krajobrazowy Puszczy Knyszyńskiej z Rezerwatem Kozłowy Ług
- Tatarszczyzna
- zabytkowe grodzisko wczesnośredniowieczne we wsi Miejskie Nowiny

## Sąsiednie gminy

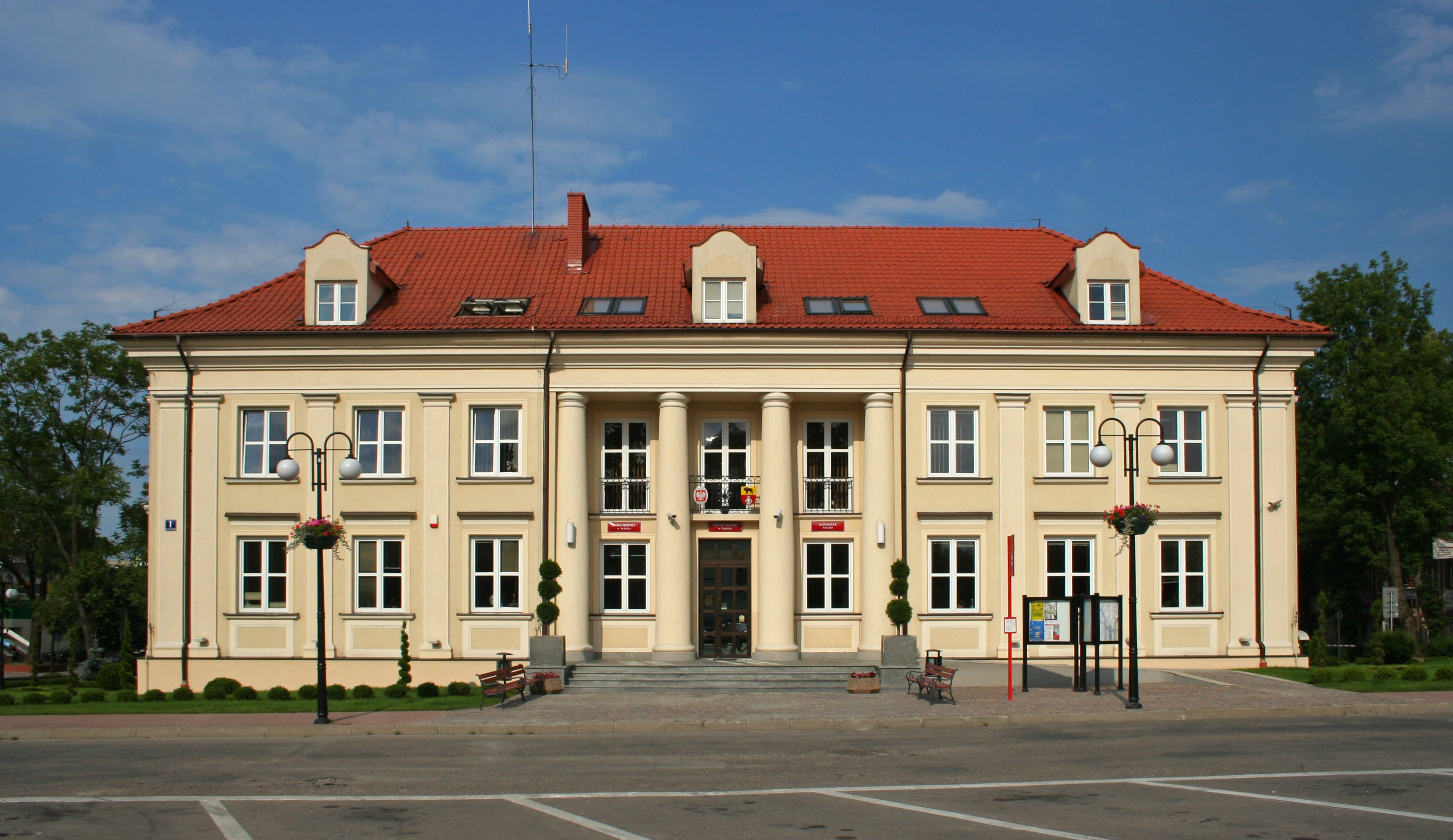
Urząd Miejski w Sokółce

- gmina Czarna Białostocka
- gmina Janów
- gmina Kuźnica
- gmina Sidra
- gmina Supraśl
- gmina Szudziałowo
- gmina Dąbrowa Białostocka

## Miasta partnerskie
Sokółka prowadzi współpracę z:
- Rochlitz
- Soleczniki
- Iwie
- Orzysz
- Ustrzyki Dolne
- Piwniczna-Zdrój